# یوتو مادا
یوتو مادا (انگلیسی: Yuto Maeda؛ زادهٔ ۲۲ نوامبر ۱۹۹۴) بازیکن فوتبال اهل ژاپن است.